# شيغ
الشيغ (الاسم العلمي: Thryssa) هو جنس من الأسماك يتبع الفصيلة البلمية من رتبة الصابوغيات.

## أنواع الشيغ
- شيغ دوسومييري
- شيغ لحوي
- شيغ قصير الذنب
- شيغ مالاباري
- شيغ هاملتوني
- شيغ المصابات
- شيغ متعدد القصبات
- شيغ شوكي الأسنان
- شيغ رشيق
- شيغ بلوري المنقار